# Nunobe Takanori
Takanori Nunobe (sinh ngày 23 tháng 9 năm 1973) là một cầu thủ bóng đá người Nhật Bản.

## Sự nghiệp câu lạc bộ
Takanori Nunobe đã từng chơi cho Verdy Kawasaki, Júbilo Iwata, Vissel Kobe, Cerezo Osaka và Avispa Fukuoka.